# Thomas Hundertpfund
Thomas Hundertpfund (* 14. Dezember 1989 in Klagenfurt, Kärnten) ist ein österreichischer Eishockeyspieler, der seit 2014 erneut beim Klagenfurter AC in der Österreichischen Eishockeyliga unter Vertrag steht.

## Karriere
Hundertpfund durchlief die diversen Nachwuchsmannschaften des EC KAC und lief in der Saison 2006/07 erstmals für die Kampfmannschaft in der Erste Bank Eishockey Liga auf. In der Spielzeit Saison 2008/09 wurde er erstmals in den fixen Kader berufen und konnte insgesamt 13 Scorerpunkte für sich verbuchen. Damit trug er nicht nur zum Titelgewinn der Klagenfurter bei, sondern wurde auch als bester Neuprofi ausgezeichnet. Im Frühjahr 2009 gelang ihm bei der U-20-Weltmeisterschaft der Division I mit der Nationalmannschaft der Aufstieg in die Top-Division, wobei er insgesamt neun Punkte in nur fünf Partien erzielte. Ende Mai 2013 wechselte er, nachdem er 2011 seinen laufenden Vertrag um fünf Jahre verlängert hatte, zum Timrå IK in die HockeyAllsvenskan, die zweithöchste schwedische Spielklasse. Zuvor hatte er mit dem KAC noch seinen zweiten Landesmeistertitel gewonnen. Aber bereits nach einer Spielzeit kehrte er nach Klagenfurt zurück.

### International
Im Juniorenbereich stand Hundertpfund für Österreich bei der U18-Weltmeisterschaft 2007 und der U20-Weltmeisterschaft 2009 jeweils in der Division I auf dem Eis.
Mit der Herren-Nationalmannschaft nahm er an den Weltmeisterschaften der Top-Division 2011, 2013 und 2015 sowie der Division I 2012, 2014 und 2017 teil. Zudem vertrat er seine Farben bei der erfolgreichen Olympiaqualifikation in Bietigheim-Bissingen und den anschließenden Winterspielen 2014 in Sotschi selbst sowie bei der Olympiaqualifikation für die Spiele in Pyeongchang 2018, bei der die Alpenländler jedoch scheiterten.

## Erfolge und Auszeichnungen
- 2009 Meister der österreichischen U20-Liga mit dem EC KAC
- 2009 Österreichischer Meister mit dem EC KAC
- 2009 EBEL-YoungStar
- 2013 Österreichischer Meister mit dem EC KAC

### International
- 2009 Aufstieg in die Top-Division bei der U20-Weltmeisterschaft der Division I, Gruppe B
- 2012 Aufstieg in die Top-Division bei der Weltmeisterschaft der Division I, Gruppe A
- 2014 Aufstieg in die Top-Division bei der Weltmeisterschaft der Division I, Gruppe A
- 2017 Aufstieg in die Top-Division bei der Weltmeisterschaft der Division I, Gruppe A

## Karrierestatistik

### International
(Legende zur Spielerstatistik: Sp oder GP = absolvierte Spiele; T oder G = erzielte Tore; V oder A = erzielte Assists; Pkt oder Pts = erzielte Scorerpunkte; SM oder PIM = erhaltene Strafminuten; +/− = Plus/Minus-Bilanz; PP = erzielte Überzahltore; SH = erzielte Unterzahltore; GW = erzielte Siegtore; 1 Play-downs/Relegation; Kursiv: Statistik nicht vollständig)